# SulAmérica Seguros
SulAmérica Seguros ist die größte unabhängige brasilianische Versicherungsgruppe mit Sitz in Rio de Janeiro. Sie ist in verschiedenen Versicherungssparten wie Kranken- und Zahnmedizin, Kfz, Leben, Unfall, private Altersvorsorge und Kapitalanlagen tätig. Das Unternehmen hat mehr als 7 Millionen Kunden und 4000 Mitarbeiter in ganz Brasilien.
Das Unternehmen ist an der brasilianischen Börse BOVESPA notiert.

## Geschichte
Im Jahre 1895 wurde in Rio de Janeiro die Sul América Companhia Nacional de Seguros de Vida von Dom Joaquim Sanchez de Larragoiti gegründet. Im Dezember 1913 gründet SulAmérica die Companhia de Seguros Terrestres e Marítimos e de Acidentes, zunächst unter dem Namen Anglo Sul Americana, dann 1928 unter dem Namen Sul América Terrestre Marítima – SATMA. 1920 wurde die Zeitschrift Sul América ins Leben gerufen. 1929 erfolgte der Einstieg in die Kfz-Versicherung.
1941 entstand die SulAmérica-Typografie. Im Jahr 1951 wurde das Krankenhaus Larragoiti erbaut, heute Hospital da Lagoa, im Süden von Rio de Janeiro. 1969 erfolgte der Börsengang von SulAmérica Companhia Nacional de Seguros (SALIC). Im Jahr 1970 wurde Sul América Serviços Médicos gegründet, der Einstieg in den Bereich Gesundheitsdienste.
1977 gründete SulAmérica mit den Konzernen Gerling Konzern Welt-Versicherungs Pool A.G. aus Deutschland und Societá Assicuratrice Industriale aus Italien das Unternehmen Gerling Industrial e SA. Mit der Erweiterung der Gruppe wurde 1978 die SulAmérica S.A. gegründet, die zur Holdinggesellschaft der Finanzgruppe wurde. im Jahre 1987 wurde SulAmérica Previdência Privada S.A. gegründet, die sich mit Produkten für die Altersvorsorge befasst. Im Jahr 1995 übernahm SulAmérica die Führung auf dem nationalen Krankenversicherungsmarkt. Der niederländische Versicherungskonzern ING erwarb 2001 Anteile von Aetna und ging im darauffolgenden Jahr eine Partnerschaft mit der Holdinggesellschaft von SulAmérica ein.
Mit Abschluss der Akquisition von Dental PLAN im ersten Halbjahr 2011 beginnt SulAmérica mit der Integration dieser Gesellschaft in das Segment Kranken- und Zahnversicherung. Im Jahr 2013 übernahm die Familie Larragoiti 100 % von Sulasapar, der Holdinggesellschaft der SulAmérica-Gruppe und erwarb den Anteil von ING. Im Mai erwarb die IFC, der Finanzarm der Weltbank, 7,9 % und im November desselben Jahres der Schweizer Rückversicherer Swiss Re 14,9 % des Unternehmens. 2019 war der Abschluss der Akquisition von Prodent, zur weiteren Stärkung des Bereichs Odonto (Zahnmedizin).